# آن كوتريل فري
آن كوتريل فري (بالإنجليزية: Ann Cottrell Free)‏ هي صحفية وكاتِبة وشاعرة أمريكية، ولدت في 4 يونيو 1916 في ريتشموند في الولايات المتحدة، وتوفيت في 30 أكتوبر 2004 في واشنطن العاصمة في الولايات المتحدة.

## وصلات خارجية
- الموقع الرسمي